# Rábaszentmihály
Rábaszentmihály es un pueblo húngaro perteneciente al condado de Győr-Moson-Sopron, distrito de Tét.

## Superficie
Cuenta con una superficie de 10,97 kilómetros cuadrados.

## Demografía
Hasta 2023 la población era de 477 habitantes, con una densidad de población de 43,48 habitantes por kilómetro cuadrado.
| Gráfica de evolución demográfica de Rábaszentmihály entre 2018 y 2023 |
|                                                                       |
| Datos según la Oficina Central de Estadística de Hungría.             |